# Transalpski naftovod
Transalpski naftovod (krajše TAL za Trans-Alpinen Leitung) je naftovod, ki povezuje Tržaško pristanišče s centralno Evropo. Poteka od Trsta proti severu preko Avstrije v Nemčijo, zato ga upravlja konzorcij TAL, ki ga sestavljajo tri samostojne delniške družbe, in sicer v Italiji Società Italiana per l'Oleodotto Transalpino S.p.A. (SIOT), v Avstriji Transalpine Ölleitung in Österreich GmbH in v Nemčiiji Deutsche Transalpine Oelleitung GmbH. Naftovod TAL je bil sprva last osmih delničarjev, in sicer:
- OMV (25 %)
- Royal Dutch Shell (24 %)
- ExxonMobil (16 %)
- Ruhr Oel (11 %)
- Eni (10 %)
- BP (9 %)
- ConocoPhillips (3 %)
- Total (2 %)

Družba PKN Orlen, glavni delničar češke Unipetrol, je leta 2008 kupila 2 % naftovoda. Leta 2012 jih je državna Mero ČR odkupila in pridobila nadaljnje kvote, do 5 % leta 2023.
Trenutno (2023) so lastniki naftovoda TAL sledeči delničarji: OMV, Shell, Rosneft, ENI, C-BLUE B.V. (Gunvor), ExxonMobil, Mero ČR, Phillips 66/Jet Tankstellen in Total. Zaradi načrtov EU za postopno odpoved ruski dobavi nafte so v prihodnjih letih možne občutne spremembe tako v lastnini naftovoda, kot tudi v njegovi operativni sposobnosti.  
Če se bo uresničil Pan-evropski naftovod, za čigar zgradnjo se trenutno pogajajo Romunija, Srbija, Hrvaška, Slovenija in Italija, bo speljan od Črnega morja do Trsta, kjer se bo priključil na TAL.

## Potek naftovoda
Transalpski naftovod poteka od tržaškega pristanišča naravnost na sever preko ozemlja Furlanije – Julijske krajine skozi Alpe do Avstrije, od koder se nadaljuje do Ingolstadta v Nemčiji. Tu se razcepi na eno stran proti zahodu do Karlsruheja in na drugo stran proti vzhodu do Neustadta. Skupna dolžina je 753 km. 
Italijanski del se začne na pristaniškem terminalu v Miljskem zalivu, od koder štiri cevni vodi pretakajo surovo nafto do rezervoarjev v Dolinski občini na jugovzhodu tržaške industrijske cone. Tu so razen ogromnih zbiralnikov nameščeni tudi sedež podjetja SIOT, kontrolna postaja in prvi od štirih črpalnih sistemov, ki so razporejeni vzdolž italijanskega odseka naftovoda. Ostali trije črpalni sistemi so v Videmski pokrajini (Reana del Rojale, Cavazzo Carnico in Paluzza). 
Pod gorskim prelazom Monte Croce Carnico/Plöckenpass sedemkilometrski predor spelje naftovodne cevi na avstrijsko stran. Trasa se vije preko Ziljskega sedla in doline Drave do Lienza, nato ob reki Isel-Tauernbach in se povzpne proti prelazu Felber Tauern, kjer pri 1572 mnv doseže svojo najvišjo točko. Tu je drugi sedemkilometrski predor. Naftovod se nato spusti do Salzburga, prečka reko Salzach in preko prelaza Thurn pride na Tirolsko. Tretji sedemkilometrski predor zaključi pot skozi Alpe. Naftovod se nato spusti v dolino Inna in doseže nemško mejo Kufstein/Kiefersfelden. Skupna dolžina avstrijske trase je 160 km z 22 kontrolnimi postajami.
V Nemčiji naftovod teče dalje po dolini Inna, obide Rosenheim, nato obrne na sever proti Ingolstadtu. Pri Lentingu se nahajajo zbirni rezervoarji in črpalke za odseke TAL-OR proti Karlsruhe in TAL-NE proti Neustadtu. Odsek TAL-OR prečka Nördlingen, Aalen in Schwäbisch Gmünd in zalaga rafinerijo v Karlsruhe. Odsek TAL-NE oskrbuje Ingolstadt in rafinerijo Neustadt.

## Nekaj podatkov v številkah
- skupna dolžina: 753 km, od tega TAL-IG (Italija, Avstrija, Nemčija) 465 km, TAL-OR (Nemčija) 266 km, TAL-NE (Nemčija) 22 km
- najvišja nadmorska višina: 1572 m
- predorov: 5 za skupno 22 km
- pristaniške naprave: 2 terminala s skupno 4 privezi za tankerje do 280 tisoč ton in ugrezom do 16,5 m
- raztovor v letu 2017: 502 ladji z 42,4 milijoni ton nafte
- rezervoarjev: 32 (za 2.030.00 m³) v Dolini in 7 (za 318.000 m³) v Lentingu
- črpalnih sistemov: 10
- število zaposlenih: 221.[5]

## Pomen naftovoda
Priskrba energije, ki jo nudi Transalpski naftovod, je bistvenega pomena za evropsko gospodarstvo. Nafta, ki doteka po njem, pokriva 40 % skupne nemške potrebe (100 % na Bavarskem in v Baden-Württembergu), 90 % avstrijske in 50 % češke. 
Od vsega začetka dejavnosti do današnjih dni je Transalpski naftovod pretovoril skoraj poldrugo milijardo ton surove nafte od Trsta preko Koroške, Salzburga in Tirolske, in to skoraj nevidno, pod zemljo, na najbolj ekološki način. S to dejavnostjo je TAL preskrbela vso osrednjo Evropo z nafto, saj oskrbuje osem avstrijskih, nemških in čeških rafinerij. Razen tega je omenjenim trem regijam prihranila škodo (predvsem ekološko), ki bi jo utrpele, če bi 10.000 cistern dnevno prečkalo Alpe. 